# Église Notre-Dame de Boussac
L'église Notre-Dame de Boussac est une église située en France sur la commune de Boussac dans le département de l'Aveyron en France.

## Description
C'est une église fortifiée à nef unique élevée au XVe siècle.

## Localisation
L'église est située sur la commune de Boussac, dans le département français de l'Aveyron.

## Historique
L'édifice est classé au titre des monuments historiques en 1944.